# Muzeul Van Gogh

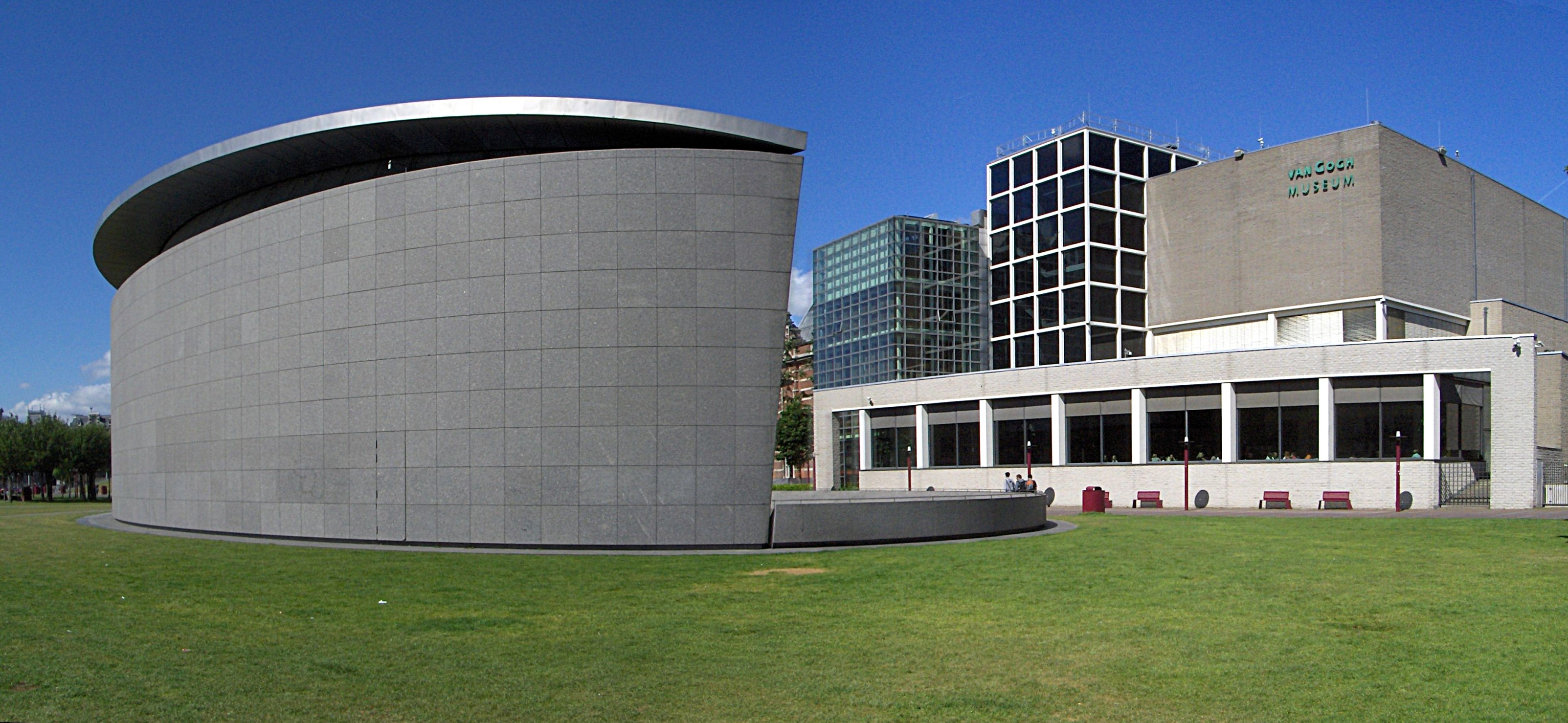
Muzeul Van Gogh

Muzeul Van Gogh este un muzeu aflat în Amsterdam, capitala Olandei. Muzeul Van Gogh adăpostește un număr mare de picturi ale lui Van Gogh.

## Istorie
La moartea sa, Van Gogh nu a lăsat niciun testament. Surorile sale au decis ca moștenirea să-i revină fratelui său, Theo van Gogh deoarece marele artist a fost susținut financiar de acesta. La 6 luni după moartea fratelui, Theo van Gogh a decedat. Tablourile i-au rămas soției sale Johanna Bonger. Acestea s-a mutat în Țările de Jos împreună cu fiul său, Vincent Willem. Acesta a devenit personajul cheie în istoria muzeului. Deoarece tablourile au și ele o istorie interesantă, Vincent Willem s-a hotărât să creeze un spațiu în care să fie adăpostite lucrările. Înființarea acestuia a fost decisă în 1962. Fiul lui Theo van Gogh l-a desemnat pentru proiectarea acestuia pe Gerrit Rietveld. Lucrările de construcție au început în anul 1963. După moartea acestuia, survenită în 1964, coordonarea proiectului a fost preluată de către Van Dillen care a murit și el în 1966. Clădirea a fost finalizată complet de J. van Tricht. Vincent Willem a tăiat panglica inaugurală pe data de 20 iunie 1973. Clădirea a fost proiectată astfel încât să primească 60.000 de pesoane pe an. Calculele au  fost greșite deoarece peste un milion de persoane trec anual pragul. Muzeul constituie unul dintre spațiile de expoziție cele mai vizitate la nivel internațional.

## Descriere muzeu
Muzeului i-a fost conferită o paletă de nuanțe omogene de gri. Spațiile interioare ale acestuia sunt mari și luminoase, iar lumina proiectează reflexii continue și armonioase pe tablouri. Muzeul este compus din nivelurile 0, 1, 2 și 3. La nivelurile 0 și 3 sunt expuse operele marilor artiști ai secolului al XX-lea (Paul Gauguin, Claude Monet, Paul Signac, Auguste Rodin, Pablo Picasso etc.). La nivelul 1 se află operele lui Vincent van Gogh, iar la nivelul 2 a fost deschisă o sală de consultare.

## Operele

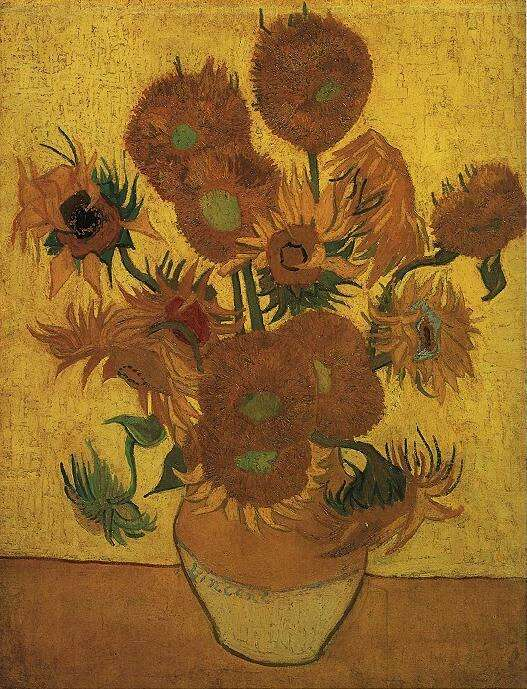
Natură moartă cu floarea-soarelui

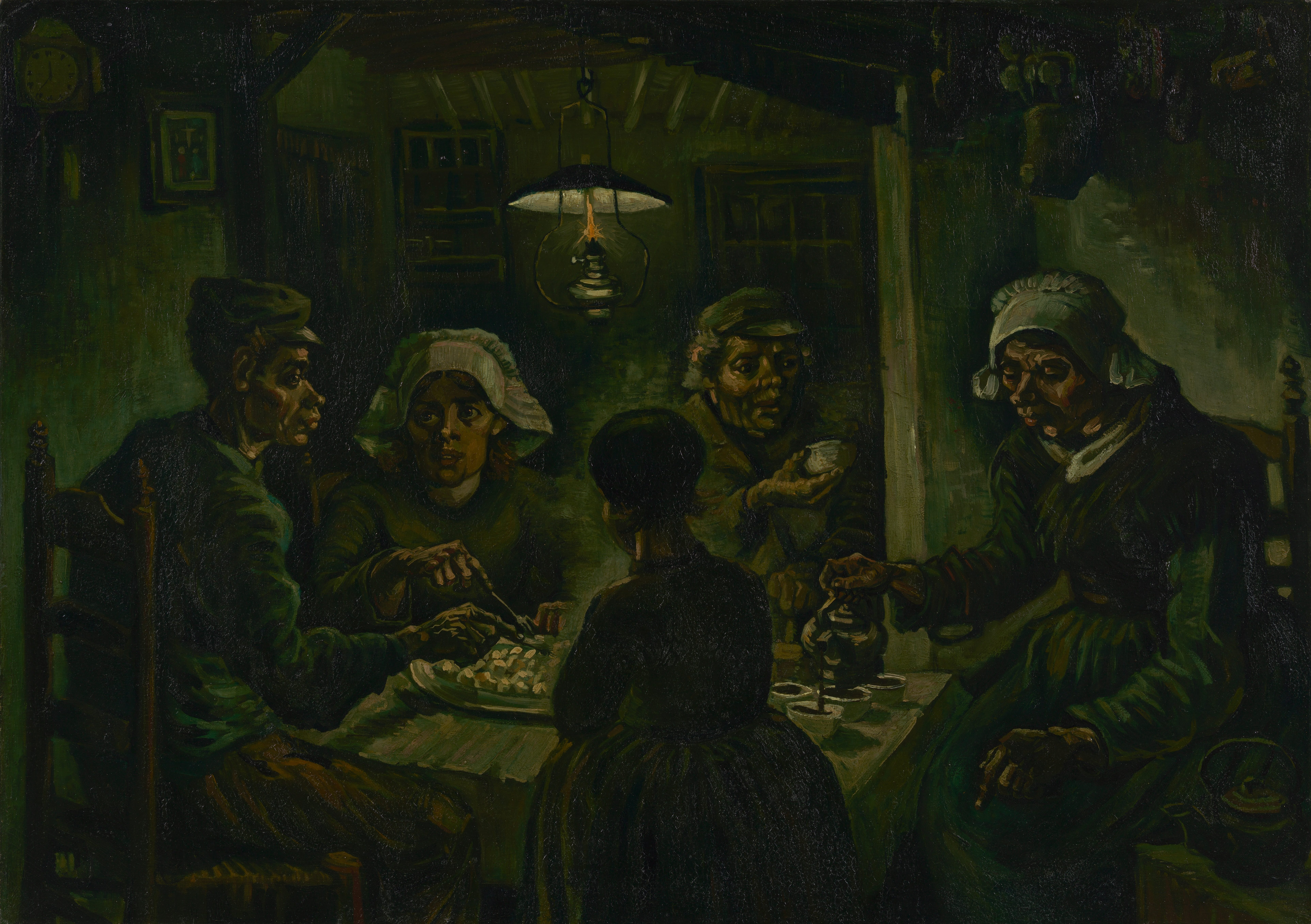
Mâncătorii de Cartofi

Muzeul Van Gogh este în mare parte un muzeu al post-impresionismului; Van Gogh aparținea acestui curent artistic. Muzeul deține peste 200 de picturi, peste 1.000 de desene, zeci de stampe, 4 albume și aproximativ 750 de scrisori trimise sau primite de marele artist. Foarte multe opere ale lui Van Gogh reprezintă munca de la țară. 
Opere:
- Natură moartă cu varză și saboți de lemn 1881
- Țăranca 1885
- Mâncătorii de cartofi 1885
- Podul Langlois 1888
- Autoportret la șevalet 1888
- Dormitorul din Arles 1888
- Natură moartă cu floarea-soarelui 1889
- Iriși 1890
- Lan de grâu cu corbi 1890